# Pessan
Pessan – miejscowość i gmina we Francji, w regionie Oksytania, w departamencie Gers.
Według danych na rok 1990 gminę zamieszkiwało 660 osób, a gęstość zaludnienia wynosiła 25 osób/km² (wśród 3020 gmin regionu Midi-Pireneje Pessan plasuje się na 489. miejscu pod względem liczby ludności, natomiast pod względem powierzchni na miejscu 378.).